# Frank Blachford
Frank Edward Blachford (* 28. Dezember 1879 in Toronto; † 24. Juni 1957 in Calgary) war ein kanadischer Geiger, Musikpädagoge, Dirigent und Komponist.

## Leben
Blachford studierte bis 1897 am Toronto Conservatory of Music Violine bei Bertha Drechsler Adamson. Er setzte seine Ausbildung am Königlichen Konservatorium der Musik zu Leipzig bei Hans Sitt und Carl Reinecke, in Genf bei Henri Marteau in Berlin fort. Nach seiner Rückkehr nach Kanada 1901 unterrichtete er bis zu seinem Tod am Toronto Conservatory of Music.
Von 1906 bis 1908 dirigierte er das Sinfonieorchester des Konservatoriums, danach bis 1918 das Welsmansche Toronto Symphony Orchestra. Als Kammermusiker war er von 1902 bis 1905 Mitglied des Schumann Trios und ab 1907 Erster Geiger des von ihm gegründeten Toronto String Quartet. Von 1914 bis 1925 leitete er das Conservatory String Orchestra und von 1920 bis 1930 das Victoria College Orchestra.
Als Violinsolist trat er mit dem Welsmanschen und dem neuen Toronto Symphony Orchestra (TSO) bei Konzerten und im Rundfunk auf. Aus sechzehn Musikern des TSO bildete er 1932 die Blachford String Symphony, In späteren Jahren konzentrierte er sich auf seine Lehrtätigkeit am Konservatorium und an öffentlichen Schulen. Zu seinen Schülern zählen u. a. Albert Aylward, Jack Montague und Harvey Perrin.
Blachford verfasste Lehrwerke für den Violinunterricht und Transkriptionen barocker und romantischer Musik. Er komponierte u. a. eine Idylle und eine Romance für Violine und Streichorchester, die Suite from the Ontario Northlands für Orchester und einige Lieder.